# Kayno Yesno Slonce
 (avril 2018).

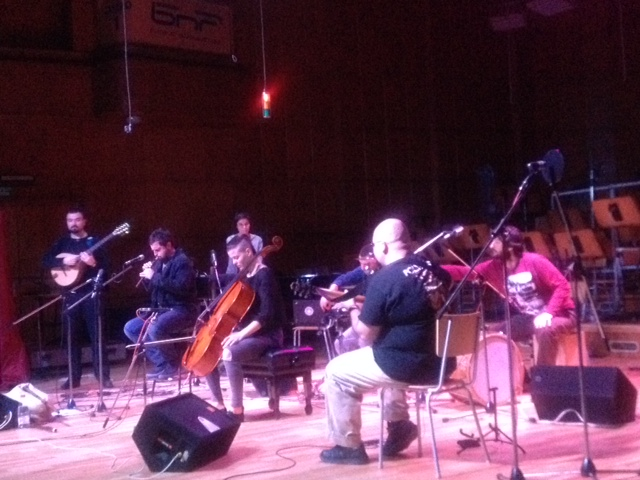
Kayno Yesno Slonce sur scène en 2016.

Kayno Yesno Slonce est un groupe de musique ambient formé en Bulgarie en 2003. Au fil du temps, il est devenu l’un des groupes les plus connus du pays de ce genre. Ses membres sont Veselin Mitev (chant, cornemuse, kaval, duduk), Stanislav Stoyanov «Toni Horo» (tupan, tombak, percussion), Peter Delchev (tanpura, hang), Evgeni Chakalov (flûtes, tanpura), Alexey Cvetanov (wavedrum, percussion), Ioulia Uzunova (synthétiseurs, glockenspiel) et Alexandra Shkodrova (gadulka).
Depuis 2006, le groupe s’est recomposé à plusieurs reprises, pourtant Veselin Mitev, ancien membre du groupe Isihia (avec Peter Delchev), restent le centre solide de l’ensemble et y accueillent de nombreux musiciens,. Le groupe a enregistré son premier album, intitulé Chakruk, en 2004, puis Elohim Neva Senzu en 2006. Leur dernier album, Requiem pour le vent blanc, est sorti en 2014 et a été bien reçu,,.
En bulgare, le nom du groupe signifie «comme un soleil brillant» : il vient d'une chanson folklorique du pays qui raconte les histoires des rebelles bulgares. Leur style mêle des motifs traditionnels de la région des Rhodopes avec plusieurs styles d'Europe de l’Est interprétés de manière moderne. Leurs chansons comprennent souvent des hurlements et des cris avec un fort sentiment de nostalgie.